# ادواردو راتینو
ادواردو راتینو (به پرتغالی: Eduardo Correia Piller Filho) مدافع اهل برزیل است که در شهر سائوپائولو و در تاریخ ۱۷ سپتامبر ۱۹۸۷ به دنیا آمده‌است.
ادواردو راتینو در تیم‌های فوتبال کورینتیانس سابقهٔ حضور دارد.